# Педро III (король Арагону)
Пе́дро III (ісп. Pedro III el Grande; 1239 — 11 листопада 1285) — король Арагону і Валенсії, барселонський граф (1276—1285), король Сицилії (1282—1285). Представник Барселонського дому. Син арагонського короля Хайме I. Був відомим поетом і трубадуром. З його доробку відома 2 сервенти, що має вигляд діалогу між автором та відомими поетами або відомими феодалами. Усі твори складені каталонською мовою.
Прізвисько — Вели́кий (ісп. el Grande, кат. el Gran, араг. lo Gran). Також — Петро, Пере (кат. Pere), Перо (араг. Pero); Педро І (як сицилійський король), Педро ІІ (як барселонський граф).

## Біографія

### Молоді роки
Син Хайме I, короля Арагону, Майорки та Валенсії, граф Барселони і Урхелю, й Іоланди Арпад. З дитинства був заручений з Євдокісєю, донькою нікейського імператора Іоанна Ласкаріса. Втім після втрати у 1260 році її братом Феодором II трону, заручини були розірвані. У 1262 році оженився на представниці династії Гогенштауфенів.
1244 року отримав володіння в Каталонії. У 1257 році призначений генеральним прокуратором. Досвід здобув під час військових походів батька проти мусульманських держав. 1262 року після смерті старшого брата Альфонсо став основним спадкоємцем Арагонської держави. Протягом військової кампанії 1265—1266 років переміг війська ібн-Ґуд аль-Даула, еміра Мурсії, та його союзників з Гранадського емірату й султанату Маринідів. Повністю захопивши Мурсію, у 1266 році відповідно до попередніх домовленостей передав королівству Кастилія.
У 1275 році придушив заворушення каталонської знаті. У 1276 році почалося повстання маврів у королівстві Валенсія. Того року помер король Хайме I. За заповітом батька успадкував королівства Арагон і Валенсія, графство Барселона.

### Початок панування
Ставши у 1276 році королем, Педро III відразу придушив повстання в королівстві Валенсія. Після цього король відмовився приносити васальну присягу папі римському і платити йому данину. Його рішуче і жорстке правління відразу викликало невдоволення серед знаті, що призвело у 1278 році до заколоту на чолі із Роже-Бернардом III, графом Фуа, Арнольдом Роджером I, графа Пальяс-Субіра і Ерменголєм X Уржельським. Спочатку король виступив проти графа Ерменголя, упокорив його і змусив принести васальну присягу.
Потім 1280 р вся знать Каталонії об'єдналася проти короля. Втім король на чолі посполитого рушення взяв в облогу бунтівників на чолі з Роже-Бернардом III, графом Фуа, в фортеці Балагер і змусив здатися. У 1281 році в Леріді було укладено мир із знатю.
У 1277 році Мухаммед I аль-Мустансир, емір Тунісу, скинув залежність від Арагону. Після придушення заколотів, Педро III у 1280 році відправив військову експедицію до Туніса. Втім не досягнуто суттєвих успіхів.

### Підкорення Сицилії
Одружений з сицилійською принцесою, Педро III вважав себе вправі претендувати на корону Сицилії. Після загибелі короля Манфреда в битві при Беневенто в 1266 році отримав попередню згоду папи Миколая III на отримання арагонцями Сицилії. Але справу не було доведено до кінця, оскільки у 1280 році папа Миколай помер, а новий папа Мартин IV віддав Сицилійське королівство Карлу Анжуйському. Але сицилійці були незадоволені правлінням французів і обіцяли арагонському королю підтримку, якщо він висадиться на острів. Проарагонську партію очолив Джованні Прочіда. Водночас Педро III намагався укласти союз проти Карла Анжуйського з імператором Візантії Михаїлом VIII Палеологом. Візантійці надали 60 тис. золотих монет.
Під виглядом організації хрестового походу проти арабів Алжиру, Педро III зібрав значну армію і флот: у гирлі Ебро зібралася флотилія в 140 кораблів та 15-тисячне військо. Щоб приспати пильність короля Карла Анжуйського, він дійсно напав на алжирське місто Алькойль. Тим часом 30 березня 1282 року сицилійці підняли повстання проти французів, відоме як «Сицилійська Вечерня». Винищивши анжуйців, вони запросили на трон короля Арагону. Переконавшись, що більшість французів було знищено, арагонці висадилися на Сицилії (біля м. Трапані).
4 вересня в Палермо оголошено королем Сицилії. Після цього арагонські війська швидко зайняли весь острів і навіть частину Калабрії. Водночас арагонський флот зайняв острів Мальта.

### Боротьба з містами
У Таррагоні зібралися кортеси, які звинуватили Педро III в тому, що він почав велику війну, не заручившись їх згодою, і обтяжує країну податками. Для захисту своїх прав (фуерос) знатні городяни утворили Унію. Нові кортеси, які зібралися в Сарагосі, з ще більшою наполегливістю зажадали твердження всіх стародавніх привілеїв.
Педро III, пов'язаний війною з Карлом I Анжуйським і відлучений папою римським від церкви, 1283 року був змушений підтвердити усі старі фуерос, надані містам і знаті, підписавши Генеральні привілеї. Юрисдикція короля була обмежена його доменом. Вироки по всіх судових справах повинен був виносити спеціальні люди — хустісьї. Було заборонено встановлювати нові дорожні мита, а сольовий податок знищено зовсім. При королі була створена рада з представників трьох станів, без дозволу якого король не міг ні укладати мирного договору ані оголошувати війни. Крім того, він повинен був щорічно скликати кортеси і радитися з ними з поточних справ.

### Війна з хрестоносцями
1284 року папа римський оголосив його позбавленим всіх володінь і передав Арагонську корону Карлу Валуа, оголосивши проти Педро III хрестовий похід. Французька армія на чолі із Карлом Валуа і Філіппом Наваррським, сином Філіппа III Сміливого, короля Франції, перейшла через Піренеї і захопила майже всю країну. Карл коронувався в Льєрсі й взяв в облогу Жерону.
На бік хрестоносців перейшли багато представників знаті. Але 1285 року у французькій армії почалася епідемія шигельозу (тоді називали дизентерією), а сицилійський адмірал Роже де Лаурія розбив французький флот біля Лес-Формігуес, захопивши сина Карла I Анжуйського.
Зазнавши важких людських втрат і залишившись без постачання харчів, Карл Валуа став відступати, але потрапив у засідку на перевалі Паніссарс і втратив майже все військо.

### Останні роки
Незабаром після вигнання французів Педро III напав на Руссільон, оскільки його граф — Хайме II Майорський допомагав Карлу Валуа. Слідом став готуватися для наступу на Майорку, але в розпал приготувань до війни захворів і помер 11 листопада.

## Родина
Дружина — Констанція, донька Манфреда, короля Сицилії
Діти:
- Хайме ІІ (1267—1327) — король Арагону у 1291—1327 роках
- Альфонсо ІІ (1261—1291) — король Арагону у 1285—1291 роках
- Ізабела (1271—1336) — арагонська інфанта , дружина Дініша, португальського короля.
- Федеріго (1272—1337) — король Сицилії у 1296—1337 роках
- Іоланта (1273—1302) — дружина Роберта I Анжу, короля Неаполя
- Педро (1275—1291)

7 бастардів